# Dinemandra
Dinemandra é um género botânico pertencente à família Malpighiaceae.

## Espécies
- Dinemandra ericoides A.Juss.
- Dinemandra glaberrima A. Juss.
- Dinemandra ramosissima Phil.
- Dinemandra strigosa Phil.
- Dinemandra subaptera Phil.